# Maik Nawrocki
Maik Nawrocki (Bréma, 2001. február 7. –) lengyel korosztályos válogatott labdarúgó, a skót Celtic hátvédje.

## Pályafutása

### Klubcsapatokban
Nawrocki a németországi Bréma városában született. Az ifjúsági pályafutását a helyi Werder Bremen akadémiájánál kezdte.
2020-ban mutatkozott be a Werder Bremen tartalékkeretében. A 2020–21-es szezon második felében a lengyel első osztályban szereplő Warta Poznań, míg a 2021–22-es szezonban a Legia Warszawa csapatát erősítette kölcsönben. 2022. július 1-jén hároméves szerződést kötött a Legia Warszawa együttesével. Először a 2022. július 16-ai, Korona Kielce ellen 1–1-es döntetlennel zárult mérkőzés 63. percében, Róbert Pich cseréjeként lépett pályára. Első gólját 2022. október 29-én, a Jagiellonia Białystok ellen idegenben 5–2-re megnyert találkozón szerezte meg.
2023. július 26-án a skót első osztályban érdekelt Celtichez írt alá.

### A válogatottban
Nawrocki az U15-östől az U21-esig több korosztályos válogatottban is képviselte Lengyelországot.

## Statisztikák
2023. július 15. szerint
| Klub                        | Szezon   | Osztály     | Bajnokság | Bajnokság | Kupa és Ligakupa | Kupa és Ligakupa | Nemzetközi | Nemzetközi | Összesen | Összesen |
| Klub                        | Szezon   | Osztály     | Meccs     | Gól       | Meccs            | Gól              | Meccs      | Gól        | Meccs    | Gól      |
| --------------------------- | -------- | ----------- | --------- | --------- | ---------------- | ---------------- | ---------- | ---------- | -------- | -------- |
| Warta Poznań (kölcsönben)   | 2020–21  | Ekstraklasa | 3         | 1         | 0                | 0                | —          | —          | 3        | 1        |
| Legia Warszawa (kölcsönben) | 2021–22  | Ekstraklasa | 19        | 1         | 2                | 0                | 8          | 0          | 29       | 1        |
| Legia Warszawa              | 2022–23  | Ekstraklasa | 25        | 4         | 6                | 0                | —          | —          | 31       | 4        |
| Legia Warszawa              | Összesen | Összesen    | 44        | 5         | 8                | 0                | 8          | 0          | 60       | 5        |
| Összesen                    | Összesen | Összesen    | 47        | 6         | 8                | 0                | 8          | 0          | 63       | 6        |

## Sikerei, díjai
Legia Warszawa
- Lengyel Szuperkupa
  - Győztes (1): 2023
  - Döntős (1): 2021

- Lengyel Kupa
  - Győztes (1): 2022–23